# EUROSAI
ЕУРОСАИ представља акроним за Европску организацију врховних ревизорских институција. ЕУРОСАИ је једна од регионалних група Међународне организације врховних ревизорских институција (ИНТОСАИ), која је састављена од врховних ревизорских институција (ВРИ) из 186 земаља, и наведена је као организација која пружа подршку Уједињеним нацијама.

## Историја
ЕУРОСАИ је основана 1990. године са 30 чланица (ВРИ из 29 европских земаља и Европски ревизорски суд). Тренутно организација има 50 чланица (ВРИ из 49 европских земаља и Европски ревизорски суд.
Иако је ЕУРОСАИ најмлађа од седам регионалних радних група ИНТОСАИ, идеја европске организације ВРИ датира из времена оснивања ИНТОСАИ 1953. године. Први активни кораци ка успостављању ЕУРОСАИ предузети су 1974. године, током 8. Конгреса ИНТОСАИ у Мадриду (1974). Између 1975. и 1989. године, ВРИ Италије и Шпаније, укључујући и Контакт комитет челника ВРИ држава Европске економске заједнице, утрли су пут успостављању ЕУРОСАИ припремом иницијалног нацрта статута ЕУРОСАИ. У јуну 1989. године, на 13. Конгресу ИНТОСАИ одржаном у Берлину, усвојена је "Берлинска декларација", која садржи споразум о успостављању Европске организације ВРИ.
У новембру 1990. године одржана је конститутивна конференција и први Конгрес ЕУРОСАИ у Мадриду (Шпанија). Током тог догађаја, изабрани су први председници ЕУРОСАИ и Управног одбора ЕУРОСАИ, разматран је и усвојен Статут и успостављени су седиште организације и стални Секретаријат.

## Задаци
Циљеви организације, дефинисани чланом 1. Статута организације, су промовисање професионалне сарадње између чланица ВРИ, подстицање размене информација и документације, унапређење изучавања ревизије јавног сектора, подстицање успостављања универзитетских катедри у тој области и рад усмерен ка усаглашавању терминологије у области ревизије јавног сектора.

## Тела
ЕУРОСАИ спроводи своје активности кроз три тела, то јест кроз Конгрес, Управни одбор и Секретаријат.

### Конгрес
Немачка поштанска марка из 2005. издата поводом 6. Конгреса у Бону
Према Статуту организације, Конгрес ЕУРОСАИ представља највиши орган Организације и чине га све ВРИ чланице. Састаје се једном у три године. До сада, одржани су следећи конгреси:
- 1990: Мадрид, Шпанија (конститутивна конференција)
- 1993: Стокхолм, Шведска
- 1996: Праг, Чешка Република
- 1999: Париз, Француска
- 2002: Москва, Руска Федерација
- 2005: Бон, Немачка
- 2008: Краков, Пољска
- 2011: Лисабон, Португал

Следећи Конгрес ће се одржати у Холандији 2014. године. 

### Управни одбор
Према Статуту, Управни одбор ЕУРОСАИ састоји се од осам чланова: четири пуноправна члана (челници ВРИ које су били домаћини најмање две редовне седнице Конгреса, челник ВРИ који ће одржати следећу редовну седницу Конгреса и генерални секретар ЕУРОСАИ) и четири члана изабрана од стране Конгреса на период од шест година (два члана се поново бирају сваке три године). Челници ВРИ, који су и чланови Управног одбора ИНТОСАИ и чланови ЕУРОСАИ, такође учествују у раду Управног одбора, у својству посматрача.

### Секретаријат
Послове Секретаријата трајно обавља ВРИ Шпаније (Tribunal de Cuentas), где се такође налази и седиште ЕУРОСАИ. 

## Стратешки план
Стратешки план ЕУРОСАИ за период 2011-2017. године, усвојен је на 8. Конгресу ЕУРОСАИ у Лисабону. Овај први стратешки план дефинише мисију, визију и циљеве организације:
- Мисија: ЕУРОСАИ је организација врховних ревизорских институција из Европе. Њене чланице заједно раде на јачању ревизије јавног сектора у региону, чиме доприносе раду ИНТОСАИ.
- Визија: ЕУРОСАИ промовише добро управљање, укључујући одговорност, транспарентност и интегритет. Обезбеђује динамички оквир за сарадњу и помаже чланицама да на најбољи начин спроводе своје законске надлежности.
- Вредности: Независност, интегритет, професионализам, кредибилитет, инклузивност, сарадња, иновација, одрживост, брига за животну средину.

Стратешки план заснива се на четири стратешка циља, која одражавају потребе и приоритете чланица организације: 
- Тим задужен за циљ 1 - Изградња капацитета: Изградња капацитета ВРИ подразумева унапређење вештина, знања, структура и начина рада, који чине организацију ефективнијом, надограђујући се на постојеће предности и отклањајући недостатке и слабости. ЕУРОСАИ је посвећена томе да се олакша унапређење снажних, независних и високо професионалних ВРИ.
- Тим задужен за циљ 2 - Професионални стандарди: Да би обављале своје дужности на стручан и професионалан начин, потребно је да ВРИ имају ажуриран оквир професионалних међународних стандарда. ИНТОСАИ развија сет таквих стандарда. ЕУРОСАИ ће промовисати и олакшати имплементацију тих стандарда код својих чланица, прилагођених њиховим појединачним задацима и потребама.
- Тим задужен за циљ 3 - Размена знања: Да би се ојачала ревизија јавног сектора, одговорност, добро управљање и транспарентност у региону, ЕУРОСАИ има за циљ да унапреди размену знања, информација и искустава међу својим чланицама и са спољним партнерима.
- Тим задужен за циљ 4 - Управљање и комуникација: Да би ефикасно обављала своју мисију и унапредила свој капацитет како би испунила захтеве својих чланица, потребно је добро управљати ЕУРОСАИ. Тренутни модел је осмишљен у складу са начелима доброг управљања и ефективне комуникације. Тај модел такође одражава стратешке циљеве, подстиче најши
- Ставка пописа с ознакама

ру могућу укљученост ВРИ чланица у раду организације и изграђује снажне везе између тела ЕУРОСАИ укључених у имплементацију стретешког плана.